# Metastelma stenoglossum
Metastelma stenoglossum är en oleanderväxtart som beskrevs av Rudolf Schlechter. Metastelma stenoglossum ingår i släktet Metastelma och familjen oleanderväxter. Inga underarter finns listade i Catalogue of Life.